# Amphibolurus muricatus
Espèce
Synonymes
- Lacerta muricata White, 1790
- Agama jacksoniensis Cloquet, 1816

Amphibolurus muricatus est une espèce de sauriens de la famille des Agamidae.

## Répartition
Cette espèce est endémique d'Australie. Elle se rencontre dans les États du Queensland, de Nouvelle-Galles du Sud, du Victoria, d'Australie-Méridionale et de Tasmanie.

## Description

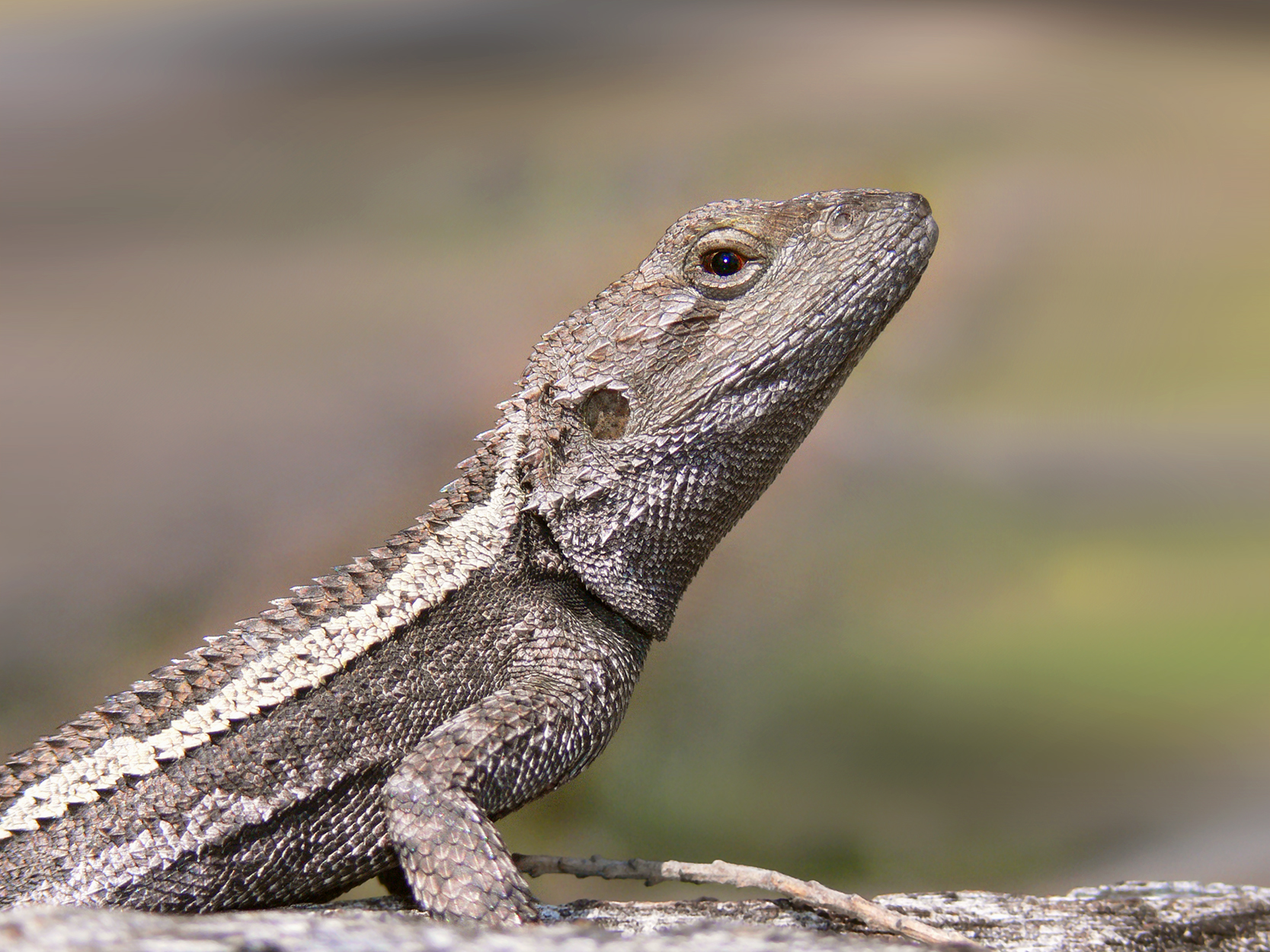
Amphibolurus muricatus

Ce reptile terrestre et diurne est gris-beige, avec des lignes longitudinales. Il atteint en moyenne 23 cm queue comprise, cette dernière pouvant représenter les 2/3 de la longueur totale (les plus grands enregistrés atteignant 44,5 cm), pour un poids moyen de 30 g (les plus gros atteignant 67 g). Les mâles ont une tête plus large que les femelles.

## Publication originale
- White, 1790 : Journal of a voyage to new South Wales, with sixty-five plates of non descript animals, birds, lizards, serpents, curious cones of trees and other natural productions. Debrett, London, p. 1-229 (texte intégral (en) [PDF]).